# Neoplan Centroliner

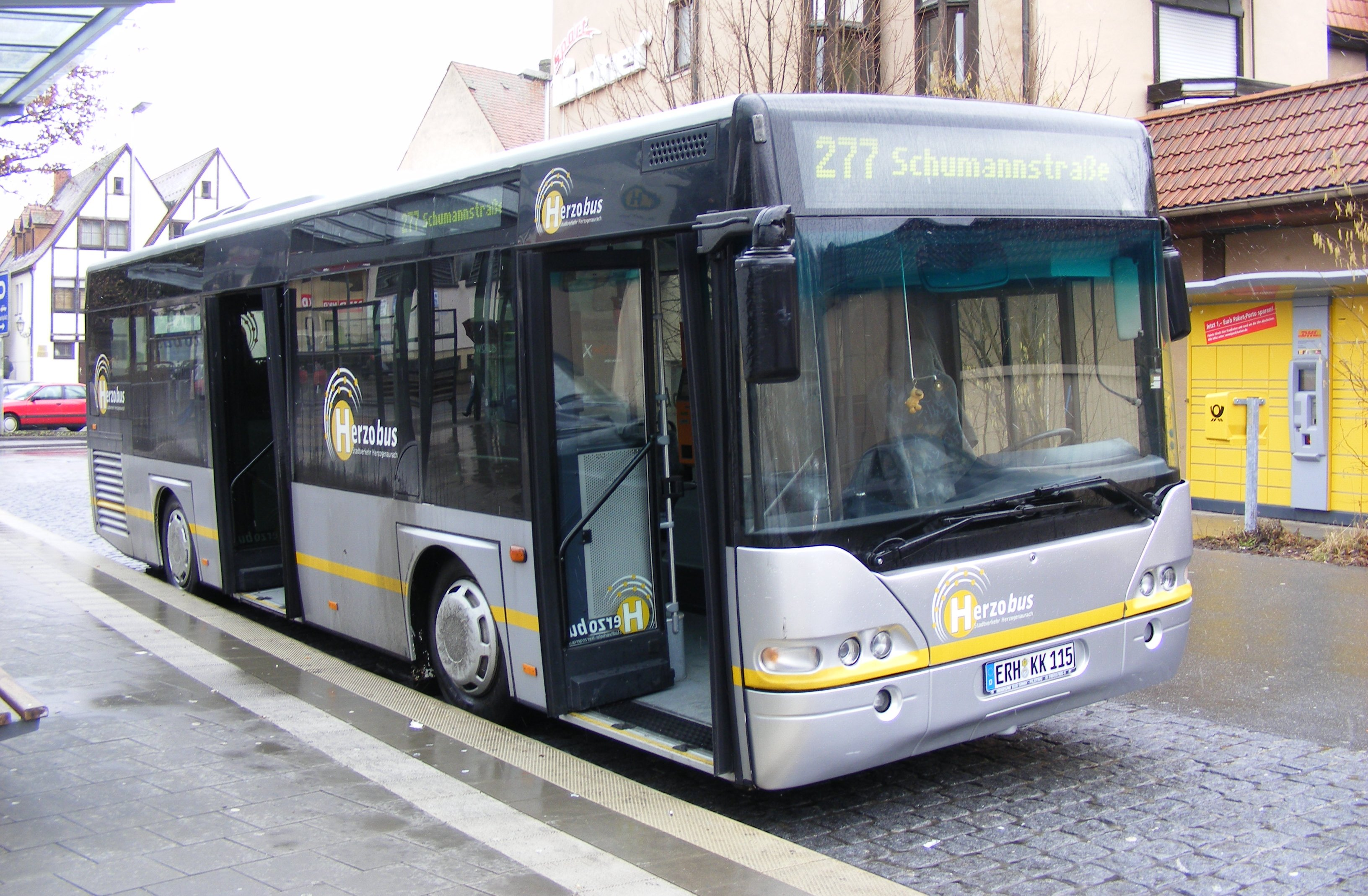
Midibus N 4411

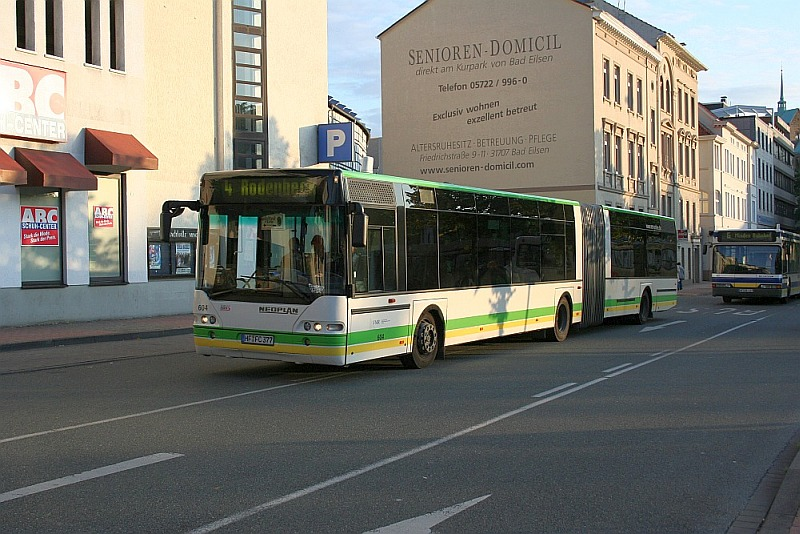
Gelenkbus N 4421

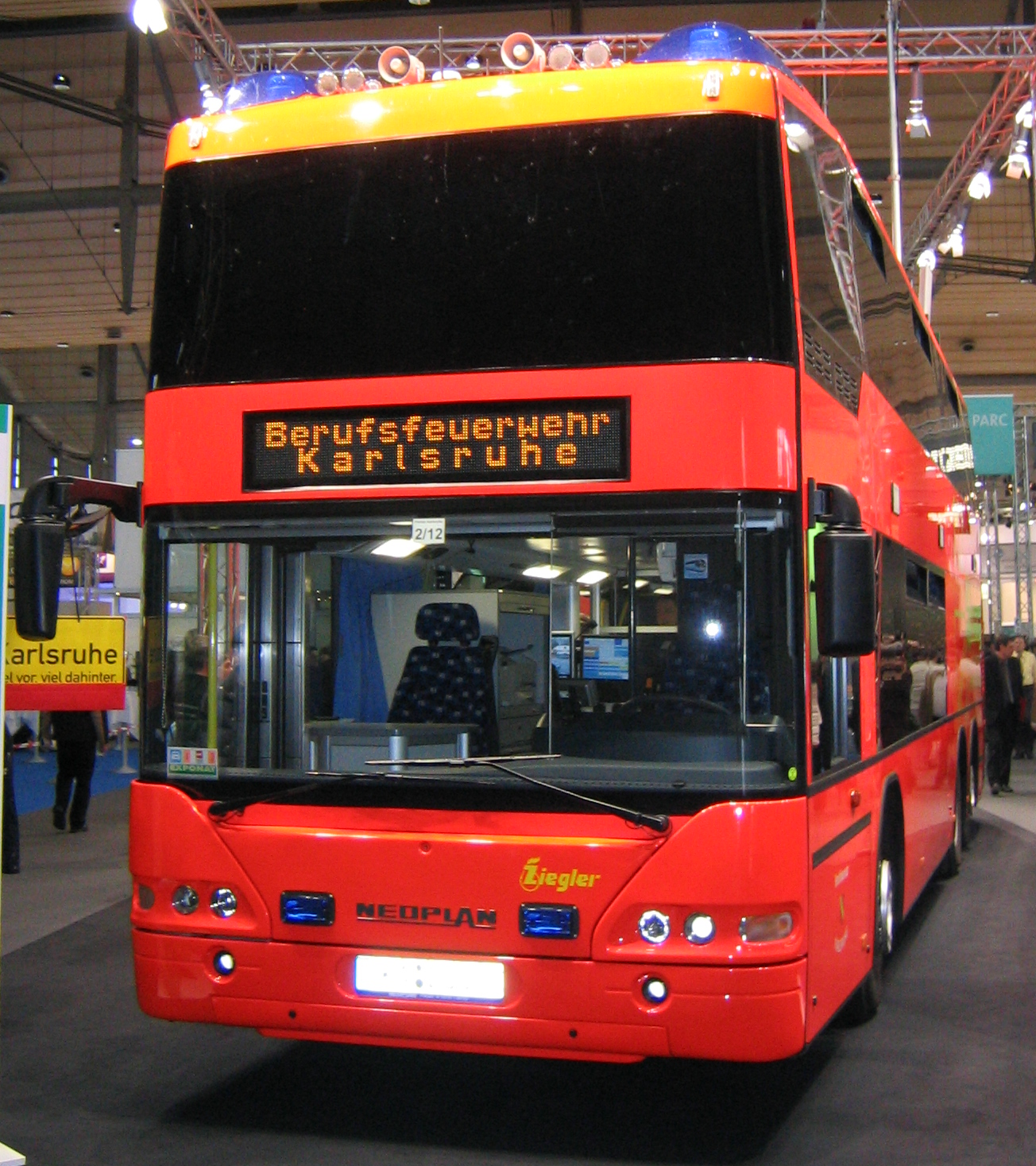
N 4426/3 Ü: Einsatzleitwagen der Berufsfeuerwehr Karlsruhe

Centroliner ist eine niederflurige Linienbus-Modellreihe der Marke Neoplan, der vom Unternehmen Gottlob Auwärter konstruiert und von 1997 bis 2006 produziert wurde. Nachfolger war ab 2003 der Centroliner Evolution.
Ein Prototyp des N 4416 wurde im Juni 1997 auf dem UITP-Kongress in Stuttgart erstmals der Öffentlichkeit vorgestellt. Der Centroliner war die erste von Neoplan produzierte Modellreihe mit CAN-Bus. Die Fertigung erfolgte in den Werken Plauen und Pilsting.

## Varianten
Der Centroliner wurde in folgenden Varianten hergestellt:
| Modell      | Ausführung                 | Länge     | Breite   | Höhe     | Achsen | Türen |
| ----------- | -------------------------- | --------- | -------- | -------- | ------ | ----- |
| N 4407      | Midibus 8,7 Meter          | 8.690 mm  | 2.350 mm | 2.850 mm | 2      | 2     |
| N 4409      | Midibus 9,6 Meter          | 9.590 mm  | 2.350 mm | 2.850 mm | 2      | 2     |
| N 4411      | Midibus 10,2 Meter         | 10.200 mm | 2.550 mm | 2.850 mm | 2      | 2,3   |
| N 4413 CNG  | Stadtbus                   | 10.850 mm | 2.350 mm | 3.340 mm | 2      | 2     |
| N 4416      | Stadtbus                   | 12.000 mm | 2.550 mm | 2.850 mm | 2      | 2, 3  |
| N 4416 Ü    | Überlandbus                | 12.000 mm | 2.550 mm | 2.890 mm | 2      | 2     |
| N 4420      | Stadtbus lang              | 14.700 mm | 2.550 mm | 2.950 mm | 3      | 2, 3  |
| N 4421      | Gelenkbus                  | 17.990 mm | 2.550 mm | 2.950 mm | 3      | 3, 4  |
| N 4426/3    | Doppeldecker               | 12.000 mm | 2.550 mm | 4.000 mm | 3      | 2     |
| N 4426/3 Ü  | Überland-Doppeldecker      | 12.000 mm | 2.550 mm | 4.000 mm | 3      | 2     |
| N 4426/3 L  | Doppeldecker lang          | 13.850 mm | 2.550 mm | 4.000 mm | 3      | 3     |
| N 4426/3 LÜ | Überland-Doppeldecker lang | 13.850 mm | 2.550 mm | 4.000 mm | 3      | 3     |

Die Busse wurden mit Verbrennungsmotoren angetrieben, die im Heck entweder unterflur oder als Turmmotor (Midibusse, dreitürige Ausführung von N 4416 und N 4420, 12-Meter-Doppeldecker) eingebaut wurden. Zur Auswahl standen mehrere Motoren von MAN (Diesel, Erdgas) oder Daimler-Benz/DaimlerChrysler (Diesel), insbesondere bei Bestellungen aus dem Ausland (Hongkong) wurden auch Motoren der M-Serie von Cummins eingebaut. Ausschließlich mit Erdgasmotor erhältlich gewesen ist der N 4413, welcher nur von 2002 bis 2004 produziert wurde.

## Einsatz
Zu den größten Abnehmern des Centroliners gehörten die Verkehrsbetriebe Bogestra, DSW und RBO. Von den 51 N 4416 Ü der RBO waren 35 im Raum Passau mit Erdgasantrieb unterwegs. Mittlerweile wurden diese durch Dieselbusse ersetzt.